# Tonto Natural Bridge State Park
Der Tonto Natural Bridge State Park ist ein State Park in Arizona mit einer natürlichen Felsbrücke. Der Brückenbogen überspannt eine Höhe von 56 Meter, eine Breite von 45 Meter und ist dabei 122 Meter tief. Das zum 1991 eingerichteten State Park zugehörige Gelände umfasst 65 ha und liegt durchschnittlich auf einer Höhe von 1371 m.
Die Felsformation mit dem Brückenbogen wurde 1877 von dem schottischen Prospektor David Gowan entdeckt, als er auf der Flucht vor Apache-Indianern war und sich in einer der vielen Höhlen unter dem Felsbogen drei Tage lang versteckte. 1898 überredete er seinen Neffen, die ganze Familie aus Schottland überzusiedeln und sich im angrenzenden Tal niederzulassen. 1948 verließen sie ihre Hütten, die auch mit ins Nationale Verzeichnis der Historischen Stätten aufgenommen wurden.
Der Tonto Natural Bridge State Park liegt 21 km nördlich von Payson an der Arizona State Route 87 im Gila County des US-Bundesstaates Arizona.
Den State Park durchziehen mehrere Wanderwege, der Bridge Trail, der zur Felsöffnung führt, der kurze Waterfall Trail in den Canyon zu einer Grotte mit herabtropfendem Wasser, herunterhängenden Grünpflanzen und Travertin-Formationen sowie der River Trail entlang des Pine Creek mit Aussichtspunkten auf die Brückenöffnung mitsamt Stalaktiten. Im Jahr 2007 wurden 94.000 Besucher gezählt.
Eichenwälder mit Arizona-Eichen, Gambeleichen, Quercus turbinella, Quercus undulata, Quercus chrysolepis, und Quercus emoryi beherrschen den State Park, aber auch Alligator-Wacholder und Utah-Wacholder sowie Stein-Kiefern, Grau-Erlen, Celtis reticulata, Garrya wrightii und Garrya flavescens kommen ebenso vor wie Rhus trilobata und Rhus ovata. Weiterhin sind Opuntia macrorhiza, Agave parryi, und Nolina microcarpa dort zu finden.
Fünf Fledermausarten Myotis velifer, Myotis californicus, Myotis lucifugus, Myotis yumanensis, und Euderma maculatum bevölkern den Park. Weitere Säugetiere sind Pumas, Luchse, Amerikanischer Schwarzbär, Kojote, Graufuchs, Hirsch und Baumwollschwanzkaninchen. Zur Avifauna zählen Truthahngeier, verschiedene Greifvögel wie Falken, Adler und Fischadler sowie Eulen. Aber auch der Wegekuckuck, acht verschiedene Spechtarten und jeweils 4 unterschiedliche Zaunkönige und Vireos können in dem Gebiet beobachtet werden.